# Kalcium-malát
A kalcium-malát (E352) az almasav (E290) kalciummal alkotott vegyülete. 
- Képlete: C4H4CaO5

Vízben kevéssé, etanolban egyáltalán nem oldódik.

## Élelmiszeripari felhasználása
Az élelmiszeriparban savanyúságot szabályozó anyagként, és ízesítőszerként alkalmazzák E352 (a kalcium-malát és a kalcium-hidrogén-malát keveréke) néven. Általában üdítőitalokban, valamint cukrászipari termékekben használják. Maximum beviteli mennyisége nincs korlátozva, de az almasav D,L-, és a D-izomerjeiből képzett vegyületeket kisgyermekek számára szánt élelmiszerekben tilos felhasználni, mert bennük még nem fejlődött ki az ezek lebontásához szükséges enzim.

## Kalcium-hidrogén-malát
- Képlete: C8H10CaO10

Élelmiszeripari felhasználására ugyanazon feltételek vonatkoznak, mint a kalcium-malát esetében.